# Superliga e Futbollit të Kosovës 2022-2023
La Superliga e Futbollit të Kosovës 2022-2023, anche nota come ALBI MALL Superliga 2023-2024 per motivi di sponsorizzazione, è stata la 24ª edizione del massimo campionato di calcio kosovaro, iniziata il 13 agosto 2022 e terminata il 28 maggio 2023.
Il Ballkani era la squadra campione in carica.

## Stagione

### Novità
Al termine della stagione 2021-2022, sono retrocessi Ulpiana e Feronikeli. Dalla Liga e Parë sono stati promossi Trepça '89 e Ferizaj, prime classificate rispettivamente nel girone A e B.

### Regolamento
Le 10 squadre partecipanti si sfidano in un doppio girone di andata e ritorno per un totale di 36 giornate.

La squadra campione del Kosovo si qualifica per il primo turno di qualificazione della UEFA Champions League 2023-2024.

Le squadre seconda e terza classificate si qualificano per il primo turno di qualificazione della UEFA Europa Conference League 2023-2024.

La terz'ultima classificata disputa uno spareggio promozione/retrocessione con la vincitrice dei play-off della Liga e Parë.

Le ultime due classificate retrocedono direttamente in Liga e Parë.

## Squadre partecipanti
| Club       | Città              | Stadio                    | Stagione precedente              |
| ---------- | ------------------ | ------------------------- | -------------------------------- |
| Ballkani   | Suva Reka          | Stadio Città di Suva Reka | Campione del Kosovo              |
| Drenica    | Skënderaj          | Stadio Bajram Aliu        | 6º posto                         |
| Drita      | Gjilan             | Stadio Città di Gjilan    | 2º posto                         |
| Dukagjini  | Klina              | Stadio 18 Giugno          | 7º posto                         |
| Ferizaj    | Ferizaj            | Stadio Ismet Shabani      | 1º posto in Liga e Parë girone B |
| Gjilani    | Gjilan             | Stadio Città di Gjilan    | 3º posto                         |
| Llapi      | Podujevë           | Stadio Zahir Pajaziti     | 4º posto                         |
| Malisheva  | Malishevë          | Stadio Liman Gegaj        | 8º posto                         |
| Prishtina  | Pristina           | Stadio Fadil Vokrri       | 5º posto                         |
| Trepça '89 | Kosovska Mitrovica | Stadio Riza Lushta        | 1º posto in Liga e Parë girone A |

## Classifica finale
|                   | Pos. | Squadra   | Pt | G  | V  | N  | P  | GF | GS | DR  |
| ----------------- | ---- | --------- | -- | -- | -- | -- | -- | -- | -- | --- |
| Kosovo (bandiera) | 1.   | Ballkani  | 73 | 36 | 20 | 13 | 3  | 62 | 32 | +30 |
|                   | 2.   | Drita     | 70 | 36 | 20 | 10 | 6  | 63 | 31 | +32 |
|                   | 3.   | Gjilani   | 54 | 36 | 13 | 15 | 8  | 34 | 34 | 0   |
|                   | 4.   | Dukagjini | 50 | 36 | 14 | 8  | 14 | 41 | 37 | +4  |
|                   | 5.   | Prishtina | 48 | 36 | 12 | 12 | 12 | 46 | 36 | +10 |
|                   | 6.   | Malisheva | 46 | 36 | 12 | 10 | 14 | 52 | 52 | 0   |
|                   | 7.   | Llapi     | 43 | 36 | 11 | 10 | 15 | 44 | 50 | -6  |
|                   | 8.   | Ferizaj   | 41 | 36 | 10 | 11 | 15 | 31 | 50 | -19 |
|                   | 9.   | Ulpiana   | 40 | 36 | 10 | 10 | 16 | 46 | 62 | -26 |
|                   | 10.  | Drenica   | 23 | 36 | 6  | 5  | 25 | 27 | 62 | -35 |

      Campione del Kosovo e ammessa alla UEFA Champions League 2023-2024
      Ammesso alla UEFA Europa Conference League 2023-2024
  Ammessa allo Spareggio promozione/retrocessione.
      Retrocesse in Liga e Parë 2023-2024.

## Spareggio promozione-retrocessione
|         | Risultati       |       | Luogo e data            |
| ------- | --------------- | ----- | ----------------------- |
| Ferizaj | 0 - 0 (0-3 dtr) | Liria | Podujevë, 4 giugno 2023 |
|         |                 |       |                         |